# Смолякова, Екатерина Сергеевна
Екатерина Сергеевна Смолякова (род. 2 августа 1987) — казахстанский политик. Депутат Мажилиса Парламента Казахстана VIII созыва.

## Биография
Родилась в России, в 1990-е годы с семьёй переехала из Томска в Казахстан. Выучила казахский язык, в школе неоднократно становилась призёром республиканских олимпиад по казахскому языку.
В 2009 году окончила Жетысуский государственный университет имени Ильяса Жансугурова (специальность «Казахский язык и литература»), в 2012 году — магистратуру Казахского национального педагогического университета имени Абая, в 2024 году — докторантуру Казахстанско-Британского технического университета.
В 2013—2016 году работала преподавателем в Алматинском индустриальном колледже, лицее № 39 имени С. А. Ходжикова, сотрудником издательства «Өнер».
В 2016—2018 годах — руководитель центра карьеры и работы с выпускниками, ответственный секретарь приемной комиссии, преподаватель Казахстанско-Британского технического университета.
В 2018—2019 годах — заместитель проректора по академическим вопросам Казахстанско-Британского технического университета.
В 2019—2025 годах — проректор по социальным и воспитательным вопросам Казахстанско-Британского технического университета, член правления Акционерного общества «Казахстанско-Британский технический университет».
С 26 февраля 2025 года — депутат Мажилиса Парламента Республики Казахстан VIII созыва по партийному списку партии «Respublica».